# Cisti della tasca di Rathke
La cisti della tasca di Rathke è una formazione benigna che si può trovare sull'ipofisi nel cervello e in particolare è una cisti piena di liquido che si trova nella porzione posteriore dell'ipofisi anteriore. Essa si forma quando la tasca di Rathke non si sviluppa correttamente ed è di dimensioni comprese tra 2 e 40 mm di diametro.
Cisti asintomatiche sono comuni e vengono rilevate in sede autoptica tra il 2% e il 26% delle persone che sono decedute per cause non correlate. Le femmine hanno il doppio delle probabilità rispetto ai maschi di avere questa cisti. Cisti sintomatiche possono provocare disturbi visivi, disfunzione ipofisaria e mal di testa. Quasi la metà dei soggetti sintomatici presenta un disturbo visivo, con sintomi meno comuni, tra cui il diabete insipido, amenorrea e galattorrea.
Il trattamento di scelta per le cisti sintomatiche è il drenaggio tramite biopsia. L'escissione radicale è più pericolosa, perché gli eventuali danni coinvolgerebbero le strutture cerebrali circostanti e potrebbe provocare una emorragia.
La cisti di Rathke fu trovata per la prima volta durante un'autopsia nel 1913.